# Úmar ibn Abd-al-Aziz
Úmar ibn Abd-al-Aziz (àrab: عمر بن عبد العزيز, ʿUmar ibn ʿAbd al-ʿAzīz) o Úmar II (c. 682-720) fou califa omeia marwànida de Damasc (717-720). Era fill d'Abd-al-Aziz ibn Marwan i d'Umm-Assim, neta del califa Umar ibn al-Khattab.
Nascut segurament a Medina vers 680 va viure als primers anys a l'Hijaz i a Egipte (a Hulwan) on el seu pare era governador (686-704); va estudiar a Medina. El seu pare va morir a Egipte a finals del 704 just quan anava a ser desposseït del govern i obligat a renunciar als seus drets al tron. Úmar ibn Abd-al-Aziz fou llavors cridat pel seu oncle el califa Abd-al-Màlik ibn Marwan a Damasc i el va casar amb la seva filla Fàtima per restablir les relacions entre les dues branques; al cap de poc el califa va morir i el seu fill i successor al-Walid I ibn Abd-al-Malik (705–715) li va concedir el govern de Medina amb la mateixa finalitat; va prendre possessió el febrer o març del 706 i la seva jurisdicció es va estendre a la Meca i Taif. Es diu que fou un governador just i respectuós, però se'n sap poca cosa del seu govern; a la Meca i Medina es van refugiar alguns iraquians que fugien del ferotge govern d'al-Hajjaj ibn Yússuf a l'Iraq i dependències. Al-Hajjaj va convèncer el califa per destituir-lo com a governador de l'Hedjaz el maig o juny del 712.
Va passar els anys següents a Damasc, i a partir del 715 fou conseller del califa Sulayman ibn Abd-al-Màlik al que va acompanyar al pelegrinatge a la Meca el 716 i a la tornada es van parar a Jerusalem. Sulayman es va posar malalt a Dabik, al nord de Síria, i l'influent conseller Radja ibn Haywa al-Kindi el va convèncer de nomenar successor abans de morir a Umar i a Yazid ibn Abd-al-Màlik com a segon hereu (en contra del desig d'Abd-al-Màlik ibn Marwan que volia la successió exclusivament en la seva pròpia descendència. Tot i certa oposició se li va fer el jurament i fou proclamat califa el 22 de setembre del 717.
El 717, enfrontant a problemes de tresoreria, va fer aixecar el setge de setge de Constantinoble i replegar-se a Malatya. El mateix anys grups turcs van fer atacs destructius a l'Azerbaidjan i va haver d'enviar tropes allí; també va mantenir les ràtzies de l'estiu. El 718 va enviar un exèrcit iraquià, i després sirià, per combatre als rebels kharigites; manava l'exèrcit el general Shawdhab (o Bistam) al-Yashkuri. En els governs provincials destaca que va cridar a Yazid ibn al-Muhàl·lab i el va empresonar; la causa sembla que fou que Yazid havia promès que restituiria els diners de les taxes que havia cobrat de manera il·legal a l'Iraq quan hi exercia el govern (per compte de Sulayman ibn Abd-al-Màlik) i no ho havia complert.
Anava de Damasc a Alep probablement cap al seu palau-fortalesa de Khunasira quan es va posar malalt, segons es diu enverinat per membres de la família d'Abd-al-Màlik ibn Marwan i va morir el 5 o 10 de febrer de 720 a la vila de Dayr Siman prop de Maarrat al-Numan. Les ruïnes de la seva tomba encara es conserven.